# 沈家杰
沈家杰（1904年12月9日—1973年8月3日），字叔豪。浙江人，寄籍番禺。民國37年（1948年）在工會南區當選第一屆立法委員

## 生平[3]
- 國立中山大學法律系畢業
- 廣東省政府視察
- 南京特別市政府科長秘書、勞動行政股主任科員
- 廣州特別市政府參議
- 軍事委員會禁煙督察處、兩廣緝私處主任秘書
- 第四戰區戰地政務委員會
- 第一游擊區黨政督導專員辦公處專員
- 中國國民黨廣州特別市黨部執行委員兼代書記長
- 廣州特別市參議會參議員兼副議長
- 民國62年8月3日病故[4]